# Heartwork
Heartwork je čtvrté studiové album britské extrememetalové skupiny Carcass. Ve Spojeném království vyšlo 18. října 1993 pod Earache Records a ve Spojených státech 11. ledna 1997 pod Columbia Records; jedná se o jediné album v historii skupiny vydané velkým vydavatelstvím. Bylo popsáno jako „průlom“, „mistrovské dílo“ či milník melodického death metalu. Nahrávání probíhalo v Parr Street Studios v Liverpoolu.
Autorem skulptury vyobrazené na přebalu alba je švýcarský malíř a sochař H. R. Giger. Objevila se také ve videoklipu k titulní skladbě alba.

## Vydání
Alba Heartwork se prodalo přes 80 000 nosičů a vzešel z něj jeden singl, obsahující titulní skladbu a dvě na albu neuvedené písně „This is Your Life“ a „Rot 'n' Roll“.

### Reedice
Po obnovení činnosti v roce 2007 vydali Carcass znovu své studiové nahrávky; reedice Heartwork vyšla roku 2008 jako Dualdisc, s původním albem na jedné straně a interview/dokumentem nahraným na DCD na straně druhé. Součástí reedice je bonusový disk s demoverzí alba, které skupina nahrála v odlišném pořadí před samotným nahráváním. Pozdější vydání mají DVD oddělené, balení má tedy tři disky.

## Reakce kritiky
V rozhovoru v říjnu 2007 popsal desku Matt Drake, frontman skupiny Evile, jako „prostě jedno z nejlepších alb všech dob“. Hank Schteamer z hudebního serveru Pitchfork album označil jako mistrovské dílo uprostřed kariéry skupiny; ocenil vymanění se z undergroundu a přitom zachování divokosti dřívějších nahrávek. Johnny Loftus z AllMusic označil album za přelomovou nahrávku skupiny, přestože některým puristům budou dle něj možná vadit melodická sóla či náznaky prostší, konvenční kompozice skladeb.

## Odkaz
Švédská skupina Carnal Forge se pojmenovala podle druhé skladby tohoto alba.

## Seznam skladeb
Texty napsal(i) Jeff Walker.
| Pořadí         | Název                    | Hudba                     | Délka |
| -------------- | ------------------------ | ------------------------- | ----- |
| 1.             | Buried Dreams            | Bill Steer                | 3:58  |
| 2.             | Carnal Forge             | Bill Steer, Michael Amott | 3:54  |
| 3.             | No Love Lost             | Bill Steer                | 3:22  |
| 4.             | Heartwork                | Amott, Steer              | 4:33  |
| 5.             | Embodiment               | Amott, Steer              | 5:36  |
| 6.             | This Mortal Coil         | Amott, Steer              | 3:49  |
| 7.             | Arbeit Macht Fleisch     | Bill Steer                | 4:21  |
| 8.             | Blind Bleeding the Blind | Bill Steer                | 4:57  |
| 9.             | Doctrinal Expletives     | Amott, Steer              | 3:39  |
| 10.            | Death Certificate        | Amott, Steer              | 3:38  |
| Celková délka: | Celková délka:           | Celková délka:            | 41:55 |

## Sestava
- Jeff Walker – baskytara, zpěv
- Michael Amott – sólová kytara
- Bill Steer – sólová kytara, doprovodná kytara
- Ken Owen – bicí